# Џон Такер мора да умре
Џон Такер мора да умре (енгл. John Tucker Must Die) америчка је филмска комедија из 2006. године у режији Бети Томас. Говори о три тинејџерке које планирају да сломе срце школској кошаркашкој звезди Џону Такеру након што сазнају да се потајно забављао са све три. Регрутују стидљиву, непопуларну девојку у својој шеми да га јавно понизе. Приказан 28. јула 2006. године, зарадио је 68 милиона долара.

## Радња
Џон Такер (Џеси Меткалф) најпопуларнији је и најзгоднији дечко у школи и један од најбољих кошаркаша. Луд је за девојкама и већ дуго проводи тактику да излази с неколико њих истовремено и пази да се не познају. Једнога дана три његове девојке, Хедер (Ашанти), Бет (Софија Буш) и Кари (Аријел Кебел), случајно се упознају и открију његову љубавничку праксу. Нема друге него да му се освете, и то тако да га доведу у позицију да се осети остављеним и изиграним. Најједноставније је пронаћи жртву, наиме, наивну девојку у коју би се он требао заљубити и потом бити напуштен. Најпогоднија им се учини новопридошла Кејт (Британи Сноу).

## Улоге
| Глумац          | Улога            |
| --------------- | ---------------- |
| Британи Сноу    | Кејт Спенсер     |
| Џеси Меткалф    | Џон Такер        |
| Ашанти          | Хедер Монтгомери |
| Софија Буш      | Бет Макинтајер   |
| Аријел Кебел    | Кари Шејфер      |
| Пен Беџли       | Скот Такер       |
| Фацо-Фасано     | Томи             |
| Џени Макарти    | Лори Спенсер     |
| Патриша Дрејк   | тренер Вилијамс  |
| Тејлор Кич      | Џастин           |
| Кевин Макналти  | тренер кошарке   |
| Амбер Борицки   | Џенифер          |
| Меган Ори       | Џил              |
| Грег Сајпс      | дечко на забави  |
| Саманта Маклауд | Холи             |
| Никол Лаплака   | Моли             |
|                 | они              |